# Rejon szpolanski
Rejon szpolanski – jednostka administracyjna wchodząca w skład obwodu czerkaskiego Ukrainy.
Rejon utworzony w 1923 roku, ma powierzchnię 1105 km² i liczy około 42 tysięcy mieszkańców. Siedzibą władz rejonu jest Szpoła.
Na terenie rejonu znajdują się 1 miejska rada i 27 rad wiejskich, obejmujących w sumie 35 wsi i 1 osadę.

## Miejscowości rejonu
- Antoniwka (Антонівка)
- Burty (Бурти)
- Chowkiwka (Ховківка)
- Heorhijiwka (Георгіївка)
- Hłyniana Bałka (Глиняна Балка)
- Iskrene (Іскрене)
- Jarosławka (Ярославка)
- Kamjanuwatka (Кам'януватка)
- Kapustyne (Капустине)
- Kawuniwka (Кавунівка)
- Kozaczany (Козачани)
- Korotyne (Коротине)
- Krymky (Кримки)
- Łebedyn (Лебедин)
- Łozuwatka (Лозуватка)
- Łypjanka (Лип'янка)
- Marjaniwka (Мар'янівка)
- Masłowe (Маслове)
- Matusiw (Матусів)
- Meżyhirka (Межигірка)
- Nadtoczajiwka (Надточаївка)
- Neczajewe (Нечаєве)
- Nowa Jarosławka (Нова Ярославка)
- Serdehiwka (Сердегівка)
- Skotarewe (Скотареве)
- Soboliwka[2] (Соболівка)
- Stanisławczyk (Станіславчик)
- Syhnajiwka (Сигнаївка)
- Szpoła (Шпола)
- Tereszky[3][4] (Терешки)
- Topylna (Топильна)
- Towmacz[5] (Товмач)
- Wasylkiw (Васильків)
- Wesełyj Kut (Веселий Кут)
- Wodiane (Водяне)
- Wytiazewe (Витязеве)
- Żurawka (Журавка)